# Bahnhof Hude
Der Bahnhof Hude ist ein in der niedersächsischen Gemeinde Hude (Oldenburg) gelegener Trennungsbahnhof. Er liegt an der Bahnstrecke Bremen–Oldenburg und stellt den Beginn der Bahnstrecke Hude–Nordenham-Blexen dar.

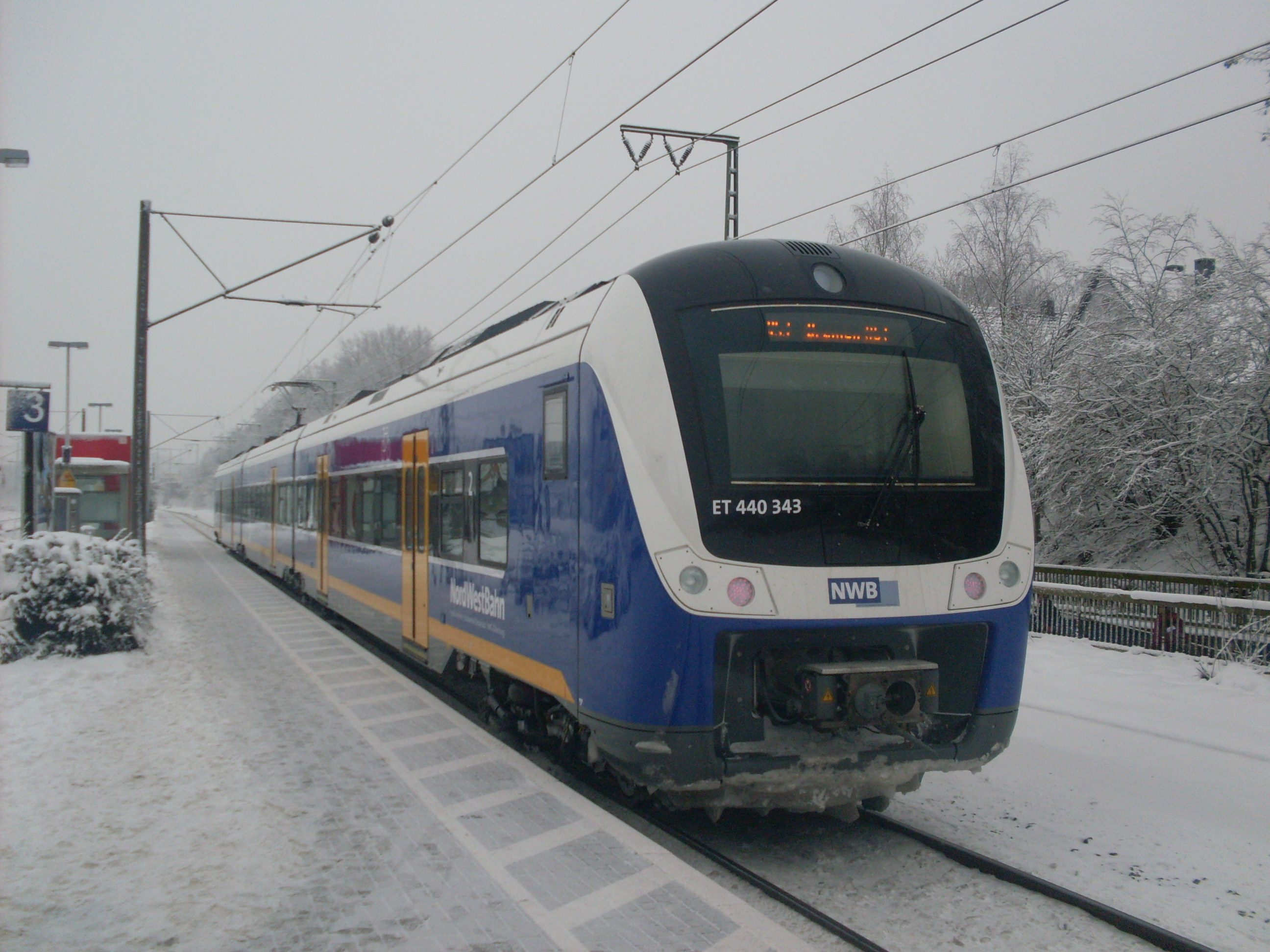
Regio-S-Bahn der NordWestBahn in Gleis 3 im Bahnhof Hude (2010)

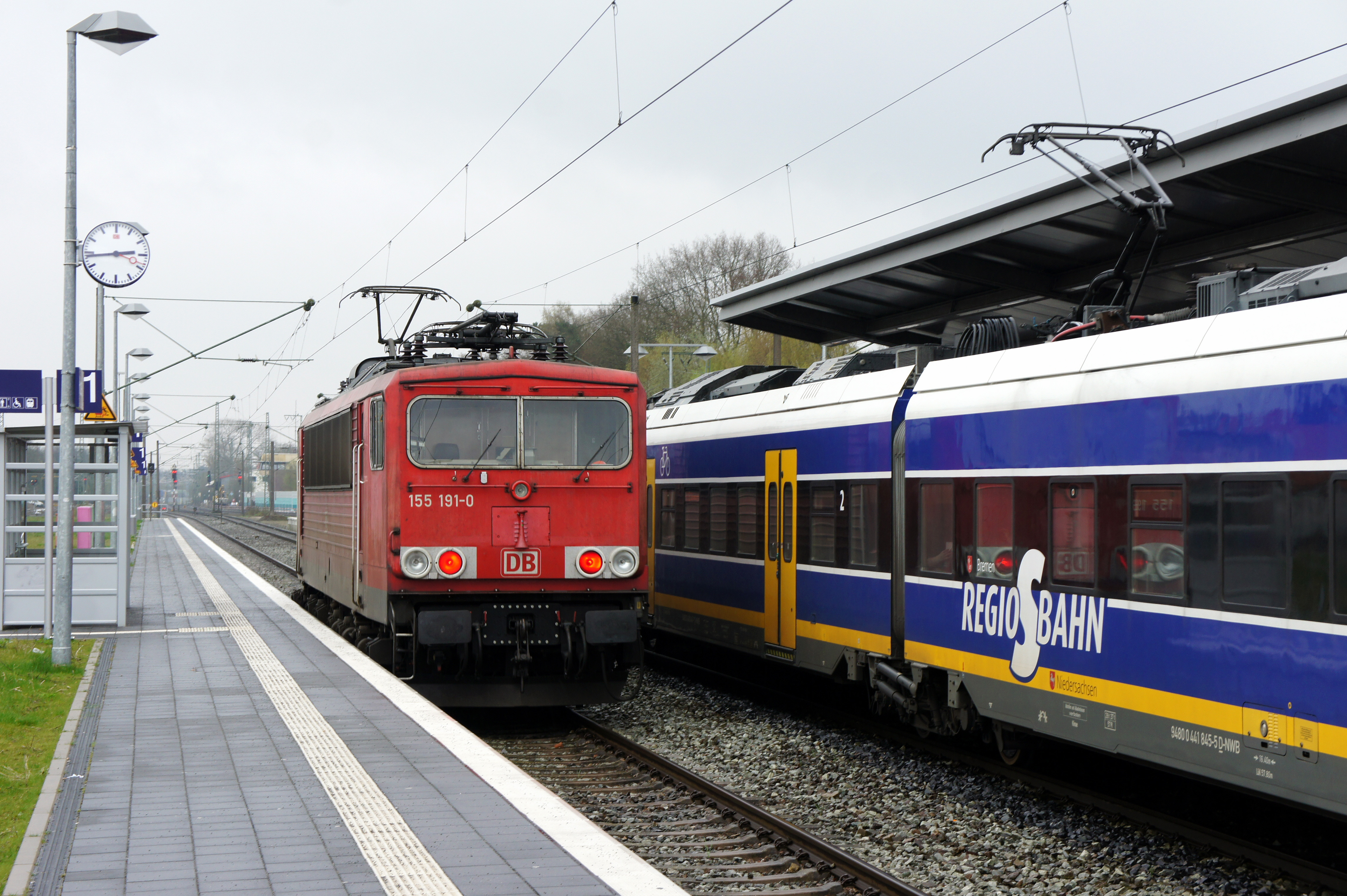
Lok-Durchfahrt auf Gleis 1

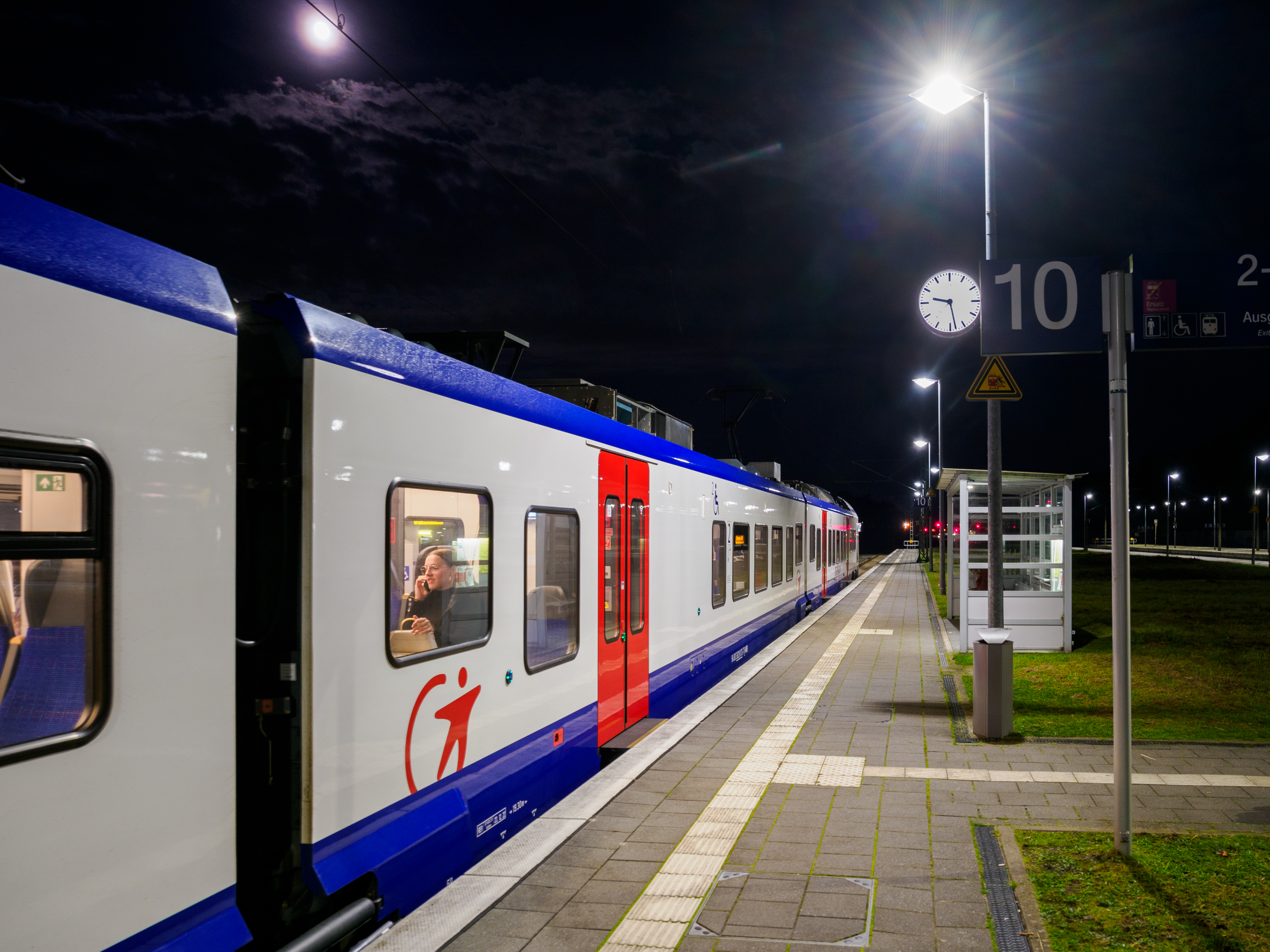
Abendliche RS4 (Nordenham - Bremen Hbf) auf Gleis 10

## Geschichte

Diese Grafik zeigt die Entwicklung der Fernverkehrsanbindung des Bahnhofs Hude von 1977 bis 2024 auf Basis der fernbahn.de-Datenbank.

Der Bahnhof wurde 1867 zusammen mit der Bahnstrecke Bremen–Oldenburg eröffnet. 1873 wurde das erste Teilstück der Bahnstrecke Hude–Blexen bis Brake in Betrieb genommen. In der zweiten Hälfte des 20. Jahrhunderts wurde der Bahnhof von einigen Schnellzug- und Eilzug-Verbindungen bedient, welche umstiegsfreie Reisen vom niederländischen Groningen über Frankfurt am Main bis nach Süddeutschland ermöglichten. Im Jahr 2010 wurde die Regio-S-Bahn Bremen/Niedersachsen eingerichtet, die Hude mit den Linien RS3 und RS4 jeweils im Stundentakt bedient. Seit 2014 ist der Bahnhof wieder an das Fernverkehrsnetz der Deutschen Bahn angeschlossen und wird regelmäßig von verschiedenen Intercity-Linien bedient. Seit dem 11. Dezember 2022 ergänzt die Expresslinie RS30 die Linien RS3 und RS4 zwischen Bremen Hbf und Hude sowie die Linie RS3 zwischen Hude und Oldenburg. Seitdem hält die Linie RS4 zwischen Bremen Hbf und Hude an allen Stationen.

## Lage und Aufbau
Der Bahnhof befindet sich im Ortskern von Hude. Er verfügt über zwei Inselbahnsteige mit insgesamt vier Bahnsteiggleisen, die über einen Nord- und Südeingang erreichbar sind. Bis 2012 existierte ein Bahnhofsgebäude auf dem nördlichen Inselbahnsteig, das 2012/2013 abgerissen wurde. Trotz einer umfassenden Sanierung des Bahnhofs in den Folgejahren ist er bisher nur von der Nordseite barrierefrei zugänglich.
Sowohl auf der Nord- als auch Südseite des Bahnhofs befinden sich zahlreiche Fahrradständer. Im Jahr 2024 wurden die Abstellmöglichkeiten für Fahrräder auf der Südseite umfassend erneuert. Seither finden sich dort doppelstöckige Abstellanlagen sowie Plätze für Lastenräder. Auf der Südseite stehen etwa 400 Plätze für Fahrräder zur Verfügung.

## Verkehrsanbindung
Im Regionalverkehr wird Hude von vier Bahnlinien bedient, die auf den Knotenpunkt Bremen ausgerichtet sind. Außerdem wird Hude zweistündig von einer Intercity-Linie bedient, die zwischen Bremen und Norddeich bzw. Emden auch mit Tickets des Regionalverkehrs genutzt werden darf.
| Linie                    | Linienverlauf | Takt    | Betreiber      |
| ------------------------ | --- | ------- | -------------- |
| IC 56                    | Emden Außenhafen – / Norddeich Mole – Emden Hbf – Leer (Ostfriesland) – Bad Zwischenahn – Oldenburg (Oldb) Hbf – Hude – Delmenhorst – Bremen Hbf – Verden (Aller) – Nienburg (Weser) – Hannover Hbf – Braunschweig Hbf – Magdeburg Hbf – Halle (Saale) Hbf – Leipzig Hbf                                                                                                 | 120 min | DB Fernverkehr |
| RE 1                     | Norddeich Mole – Norddeich – Norden – Marienhafe – Emden Hbf – Leer (Ostfriesland) – Augustfehn – Westerstede-Ocholt – Bad Zwischenahn – Oldenburg (Oldb) Hbf – Hude – Delmenhorst – Bremen Hbf – Bremen-Mahndorf – Achim – Verden (Aller) – Dörverden – Eystrup – Nienburg/Weser – Neustadt a Rübenberge – Wunstorf – Hannover Hbf Stand: Fahrplanwechsel Dezember 2024 | 120 min | DB Regio Nord  |
| RS 3                     | Bremen Hbf – Bremen-Neustadt – Heidkrug – Delmenhorst – Hoykenkamp – Schierbrok – Bookholzberg – Hude – Wüsting – Oldenburg (Oldb) Hbf (– Oldenburg-Wechloy – Bad Zwischenahn) (einzelne Züge in Tagesrandlage) Stand: Fahrplanwechsel Dezember 2023 | 60 min  | NordWestBahn   |
| RS 30                    | Bremen Hbf – Delmenhorst – Hude – Oldenburg (Oldb) Hbf – Oldenburg-Wechloy – Bad Zwischenahn Stand: Fahrplanwechsel Dezember 2023 | 60 min  | NordWestBahn   |
| RS 4                     | Bremen Hbf – Bremen-Neustadt – Heidkrug – Delmenhorst – Hoykenkamp – Schierbrok – Bookholzberg – Hude – Berne – Elsfleth – Kirchhammelwarden – Brake (Unterweser) – Rodenkirchen (Oldb) – Kleinensiel – Nordenham Stand: Fahrplanwechsel Dezember 2023 | 60 min  | NordWestBahn   |
| Stand: 11. Dezember 2022 | |         |                |

### Regionalbusverkehr
Der Huder Bahnhof wird von mehreren Regionalbuslinien bedient.

## Bahnhof Wüsting

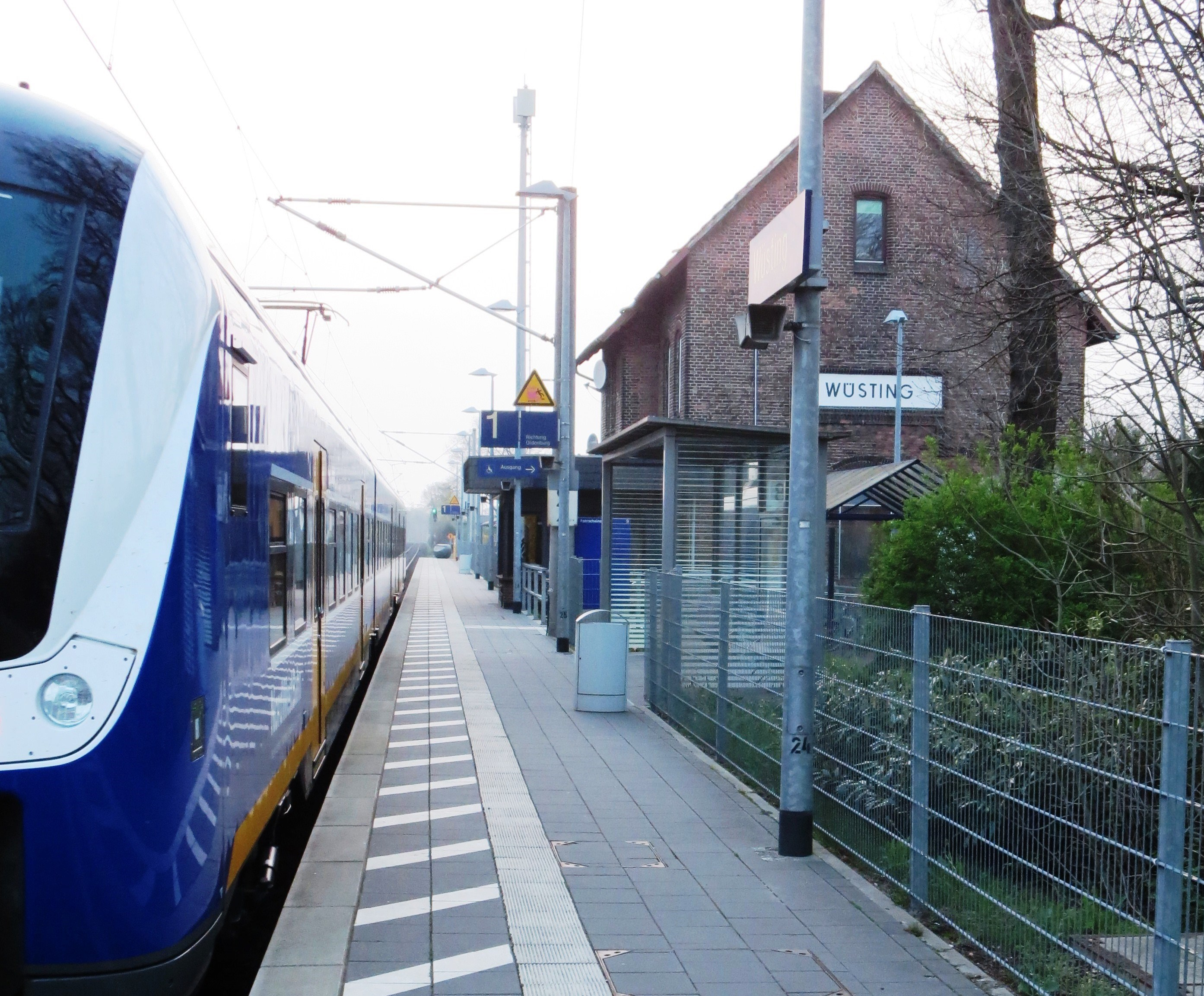
Bahnhof Wüsting (2014)

Im Westen des Huder Gemeindegebietes befindet sich mit dem Bahnhof Wüsting ein weiterer Bahnhalt. Der Bahnhof Wüsting wird jedoch nur von den Zügen der RS3 bedient.